# Helige despoten Stefan Lazarevićs kyrka, Avala
Helige despoten Stefan Lazarevićs kyrka (serbisk kyrilliska: Црква Светог деспота Стефана Лазаревића; latinska: Crkva Svetog despota Stefana Lazarevića) är en liten serbisk-ortodox kyrkobyggnad belägen på berget Avala i utkanten av Serbiens huvudstad, Belgrad.
Kyrkan är helgad åt den serbiske prinsen och despoten Sankt Stefan Lazarević. Den tillhör Belgrads och Karlovcis ärkebiskopsdöme.

## Historik
Grundstenen till kyrkan lades och invigdes den 3 juni 2015 under ledning av Serbisk-ortodoxa kyrkans dåvarande patriark, Irinej. Kyrkan ritades av diakon Miroslav Nikolić.

## Kyrkan
- Kyrkan är gjord av timmer.[2]
- Den 6 januari 2017 invigdes och restes korsen som sitter på kupolerna, där 200 personer deltog.[2]

## Bilder

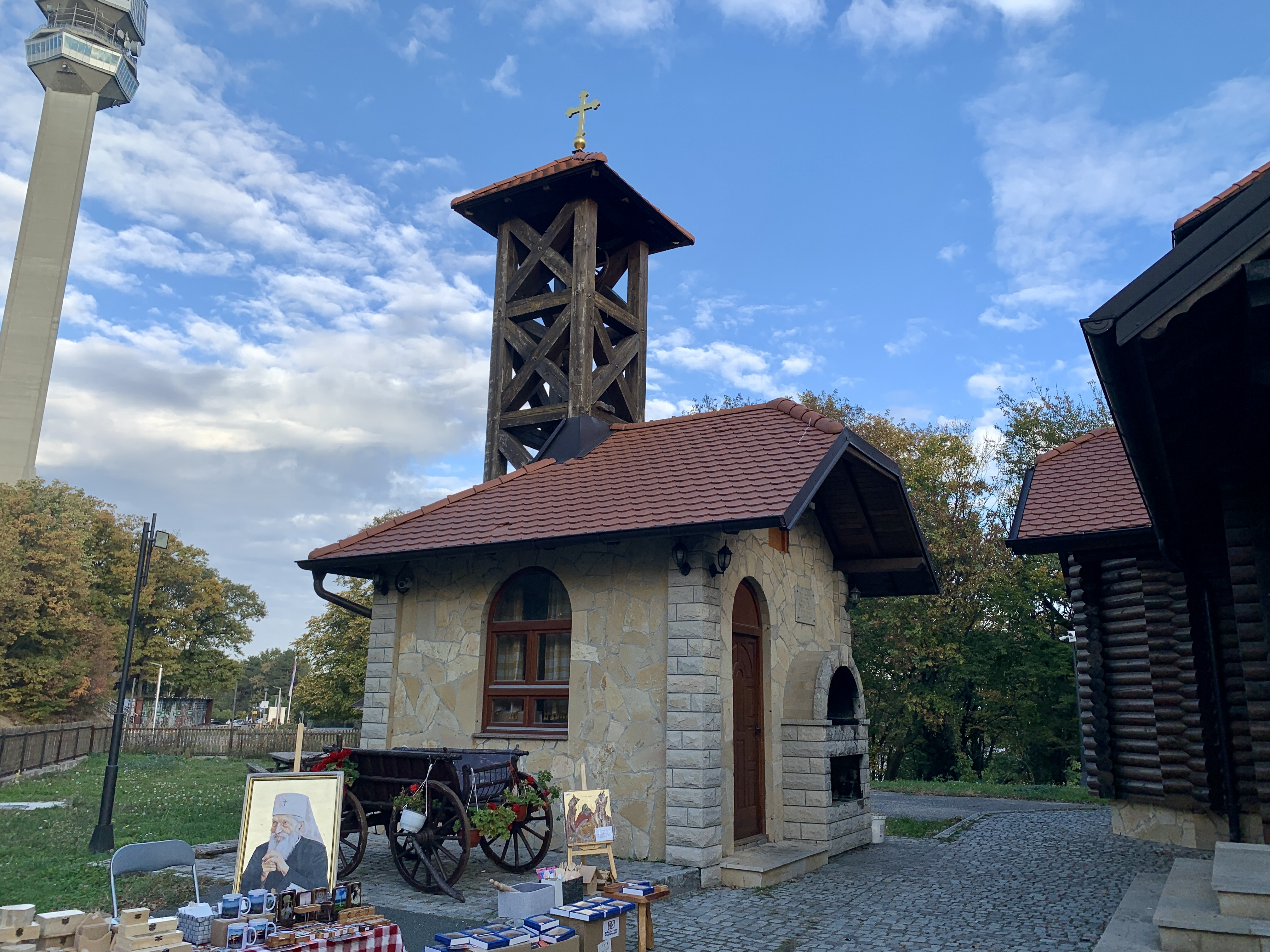
Klocktornet.
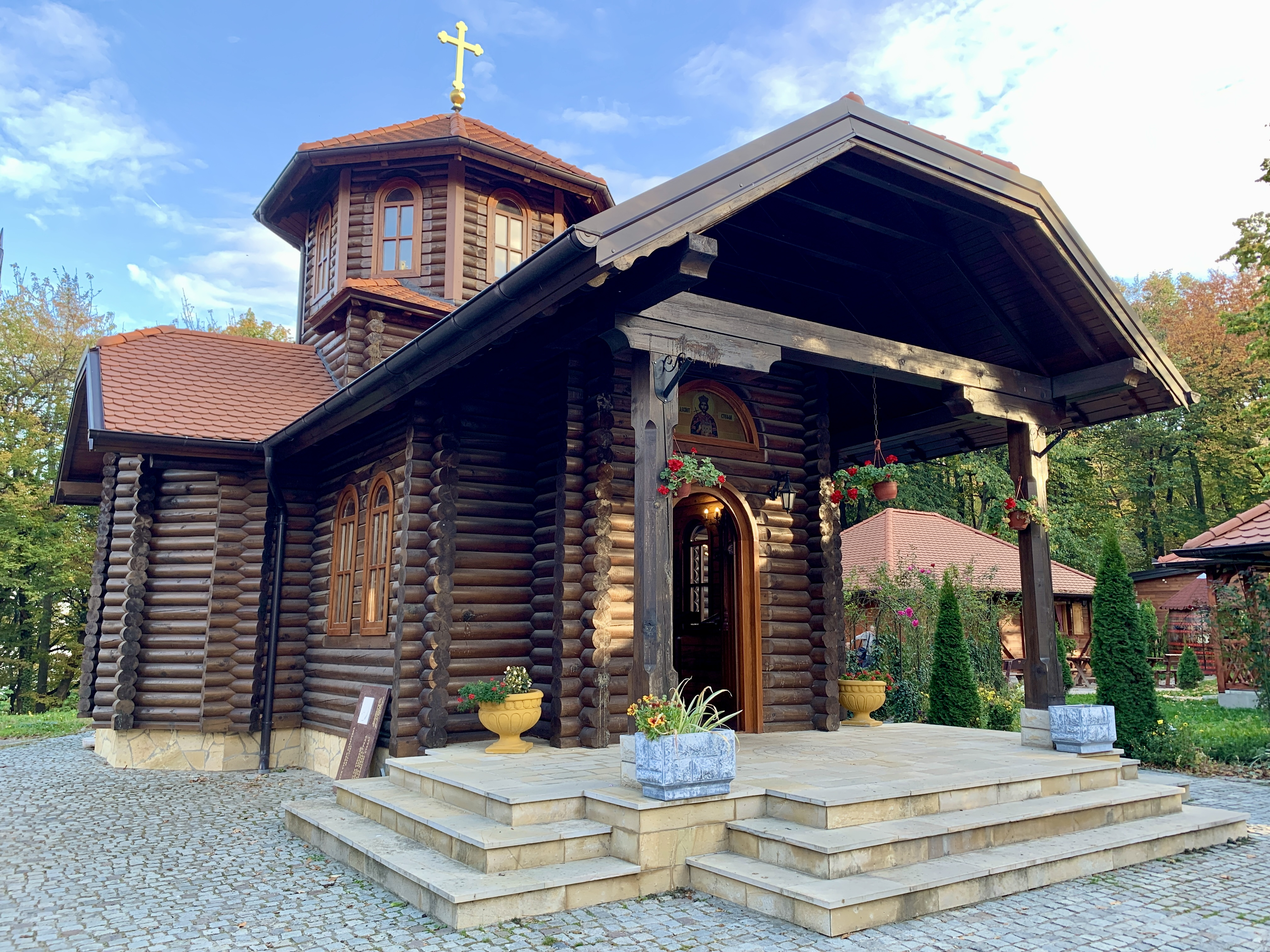
Kyrkans framsida.
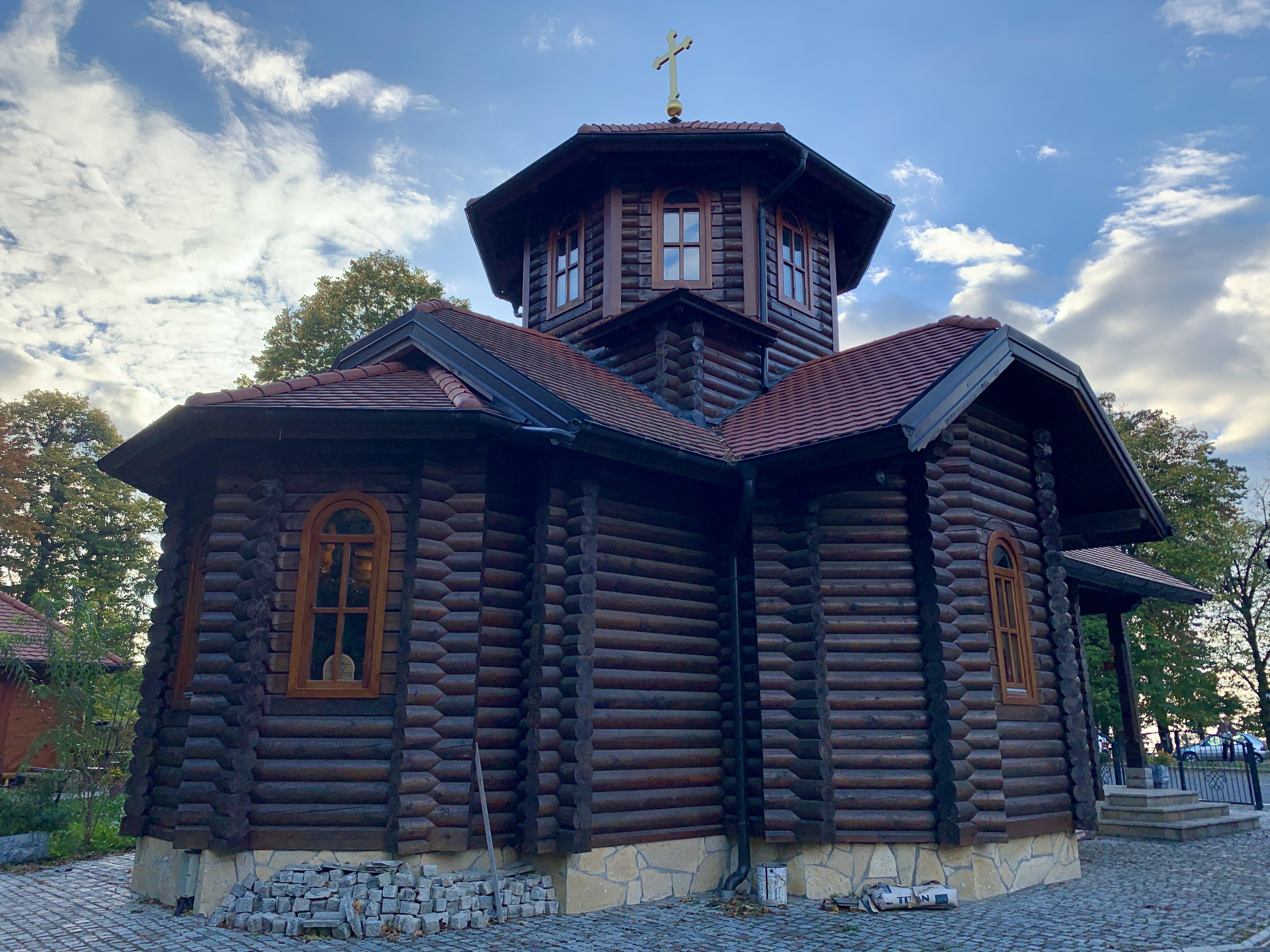
Absiden.
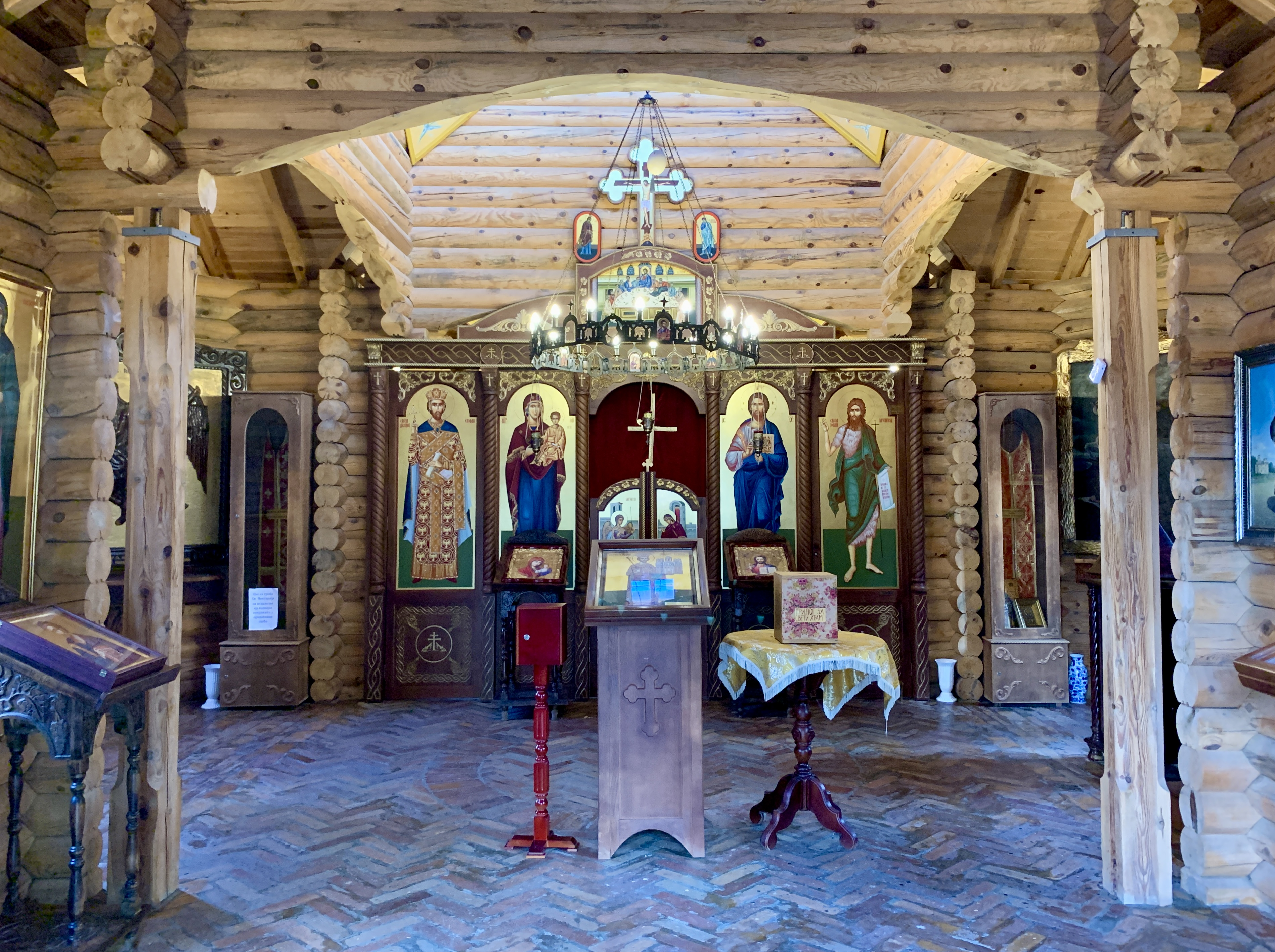
Kyrkans interiör mot ikonostasen.
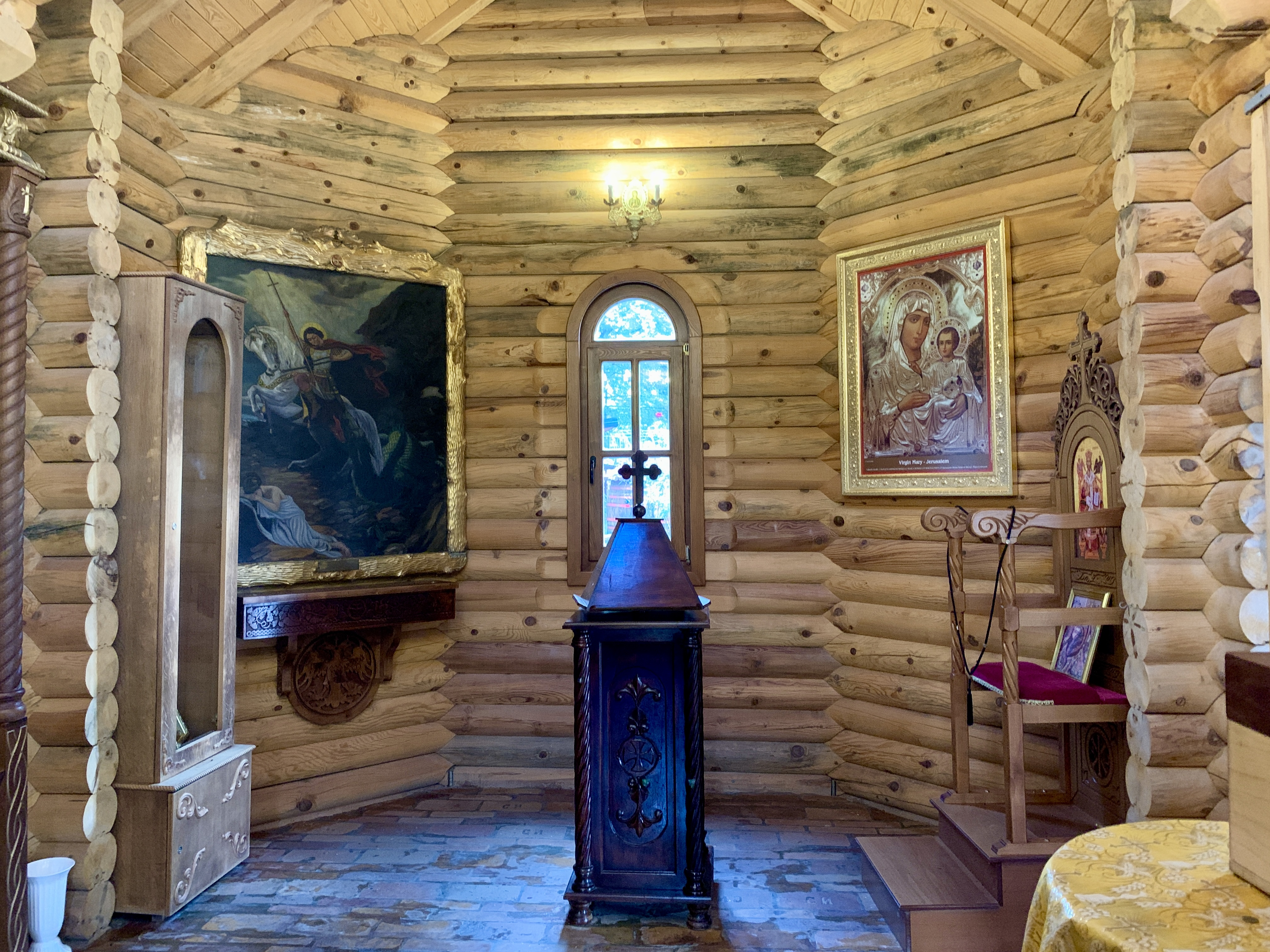
Interiör.
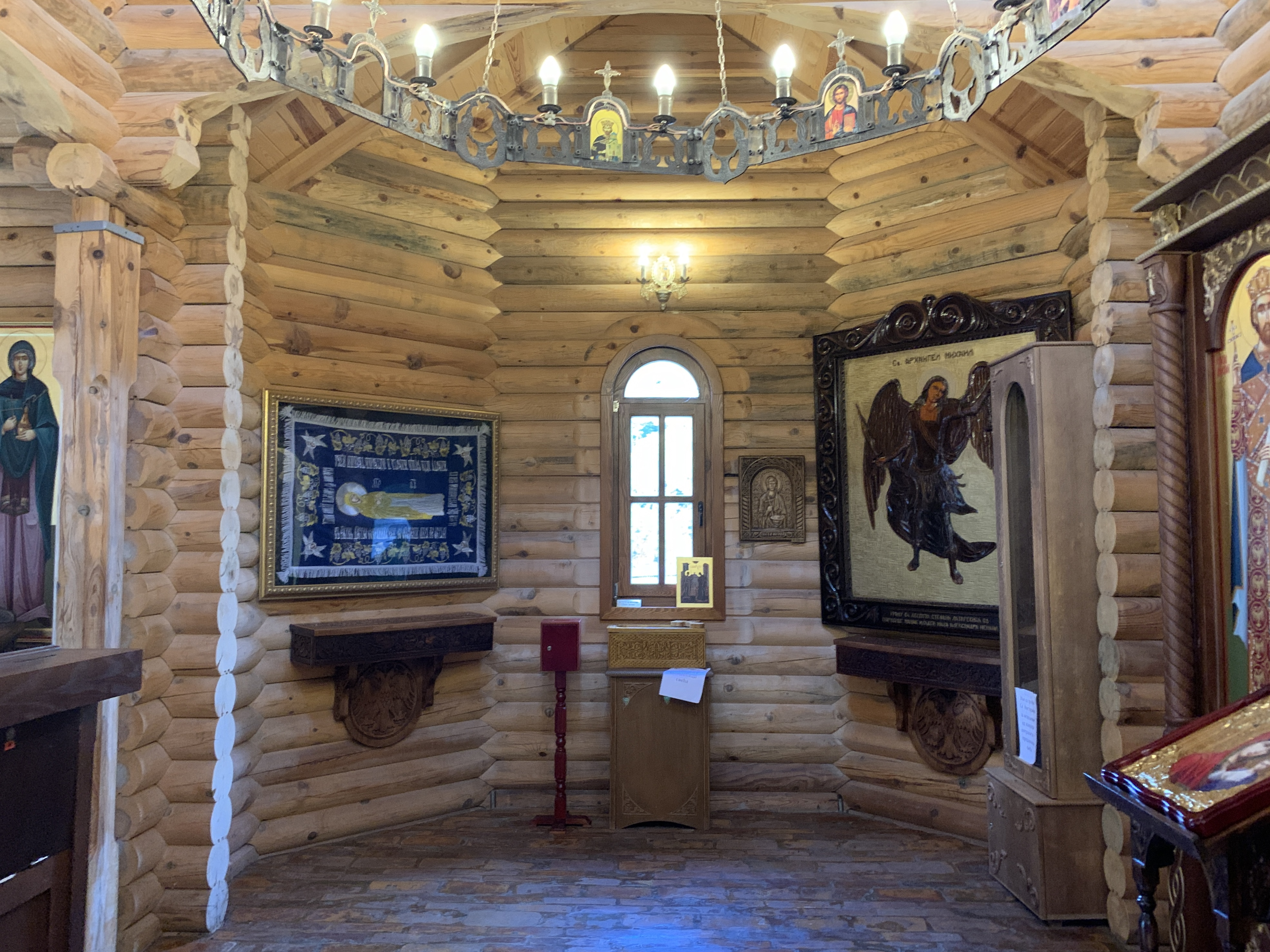
Interiör.